# Jack Stoll
Jack Stoll (Lone Tree, 28 gennaio 1998) è un giocatore di football americano statunitense che milita nel ruolo di tight end per i Philadelphia Eagles della National Football League (NFL).

## Carriera

### Philadelphia Eagles
Dopo non essere stato scelto nel Draft NFL 2021, Stoll firmò con i Philadelphia Eagles. Firmò il maggior contratto tra i rookie non scelti nel Draft e riuscì a entrare nel roster per l'inizio della stagione regolare. Fece il suo debutto nel primo turno disputando 12 snap in attacco nella vittoria per 32–6 sugli Atlanta Falcons. Il 3 gennaio 2022 fu inserito nella lista dei positivi al COVID-19. Tornò nel roster attivo il 10 gennaio, mancando una sola sola partita dove gli Eagles fecero riposare i loro titolari in vista dei play-off.
Dopo avere fatto registrare 4 ricezioni per 22 yard nella sua stagione da rookie, l'anno seguente Stoll disputò 11 partite come titolare in cui mise a segno 11 ricezioni per 123 yard. A fine stagione raggiunse con gli Eagles il Super Bowl LVII.

## Palmarès
- National Football Conference Championship: 1

Philadelphia Eagles: 2022